# Drosophila canadiana
Drosophila canadiana är en tvåvingeart som beskrevs av Hajimu Takada och Jung-Hoon Yoon 1989. Drosophila canadiana ingår i släktet Drosophila och familjen daggflugor.
Artens utbredningsområde är provinsen British Columbia i Kanada.